# Federal Air
Federal Air (в прошлом работавшая под торговой маркой Pelican Air Services) — южноафриканская авиакомпания со штаб-квартирой в Кемптон-Парк (Экурхулени, Гаутенг) близ Йоханнесбурга, осуществляющая чартерные пассажирские и грузовые перевозки местного значения.
Портом приписки авиакомпании является Аэропорт Вирджиния в Дурбане, её транзитными узлами (хабами) — Международный аэропорт имени О. Р. Тамбо в Йоханнесбурге, Международный аэропорт Кейптаун и Международный аэропорт имени Крюгера Мпумаланги в Нелспрейте.

## История
Авиакомпания Federal Air была основана в начале 2001 года и начала операционную деятельность 19 марта того же года. Собственниками перевозчика по данным на март 2007 года являлись бизнесмены П. Фаркухар (67 %) и Дж. Ф. Пинаар (33 %).
В марте 2007 года в штате авиакомпании работало 19 сотрудников.
Авиакомпания Federal Air ранее работала под торговыми марками Pelican Air Services и Comair Charters.

## Флот
По состоянию на март 2007 года воздушный флот авиакомпании Federal Air составляли следующие самолёты :
- 4 Cessna Caravan 675
- 1 Pilatus PC-12
- 1 Raytheon Beech King Air B200